# George Olshevsky
George Olshevsky (12. června 1946 – 12. prosinec 2021) byl americkým nezávislým spisovatelem, publicistou, paleontologem a matematikem. 

## Život a dílo
Žil ve městě San Diego v Kalifornii. Na webu byl znám především jako autor přehledného seznamu dinosauřích rodů pod názvem Dinosaur Genera List. Dále byl znám také jako jeden z mála proponentů teorie „Birds Came First“ (zkratka BCF), spočívající v myšlence, že všichni dinosauři se vyvinuli z původně létavých drobných forem, podobných ptákům. Tato hypotéza však není paleontology obecně přijímána. Olshevsky se zajímal například také o názvosloví víceprostorových dimenzí a komiksy. Zemřel v prosinci roku 2021 ve věku 75 let.